# Acacia comosa
Acacia comosa är en ärtväxtart som beskrevs av François Gagnepain. Acacia comosa ingår i släktet akacior, och familjen ärtväxter. Inga underarter finns listade i Catalogue of Life.